# فرودگاه هلیکوپتر موریوساک
فرودگاه هلیکوپتر موریوساک (به انگلیسی: Moriusaq Heliport) یک فرودگاه همگانی است . این فرودگاه در کشور گرینلند قرار دارد .